# وبر ۴۱۵۲
سیارک ۴۱۵۲ (به انگلیسی: 4152 Weber، نامگذاری:1985JF) چهار هزار و صد و پنجاه و دومین سیارک کشف شده‌است که در ۱۵ مه ۱۹۸۵ کشف شد.
قدر مطلق سیارک برابر ۱۲٫۴۰ است.